# لحظة (وقت)

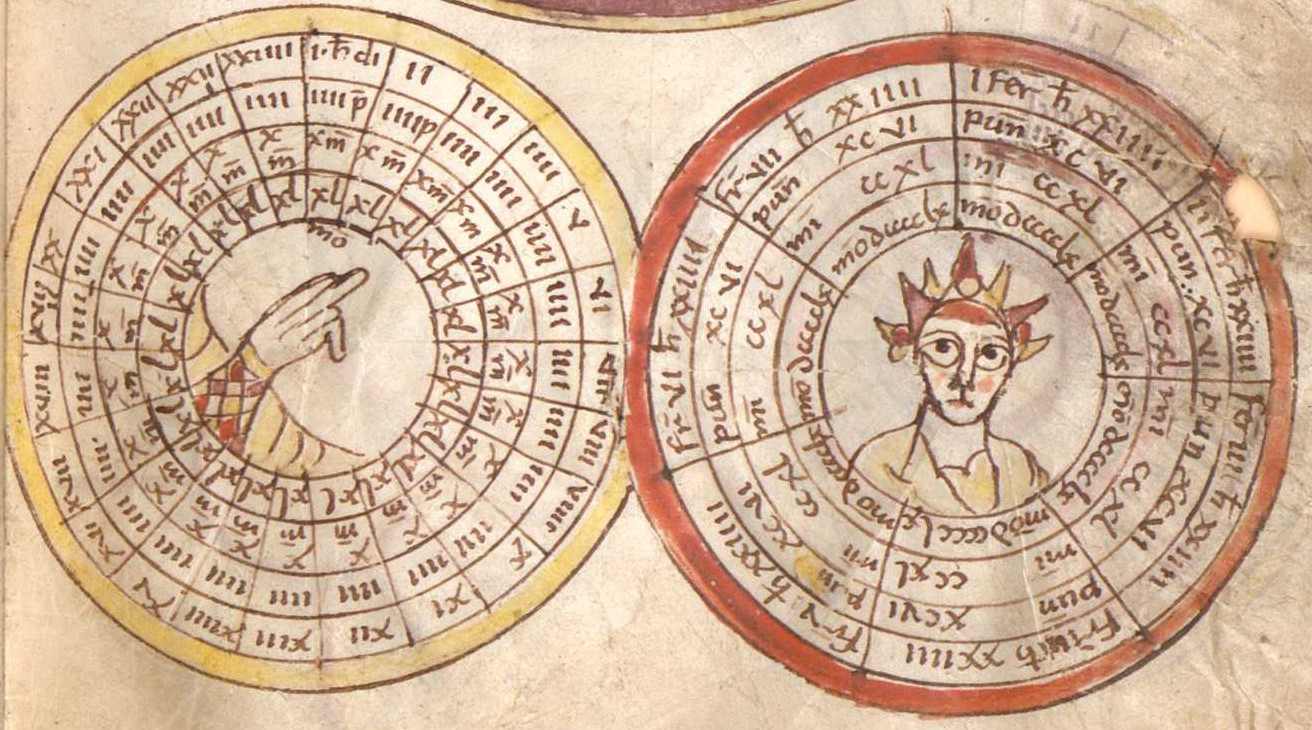
رسمتين دائريتين يوضحان تقسيم اليوم والأسبوع ، من العصرالكارولينجيان. اليوم مقسم إلى 24 ساعة ، وكل ساعة إلى 4 نقاط أو 10 دقائق أو 40 لحظة. وبالمثل ، يتم تقسيم الأسبوع إلى سبعة أيام ، وكل يوم إلى 96 نقطة ، 240 دقيقة ، أو 960 لحظة.

اللحظة هي وحدة زمنية في العصور الوسطى . غطت حركة الظل على ساعة شمسية 40 لحظة في الساعة الشمسية ، وهي الثانية عشرة من الفترة بين شروق الشمس وغروبها . يعتمد طول الساعة الشمسية على طول اليوم ، والذي بدوره يختلف باختلاف الموسم . على الرغم من أن طول اللحظة في الثواني الحديثة لم يكن ثابتًا ، في المتوسط ، فإن اللحظة تقابل 90 ثانية. يمكن تقسيم اليوم الشمسي إلى 24 ساعة ذات أطوال متساوية أو غير متساوية ،  تسمى الأولى طبيعية أو معتدلة ، والأخيرة اصطناعية. تم تقسيم الساعة إلى أربع نقاط (ربع ساعة) ، أو عشر دقائق ، أو 40 عزمًا .
تم استخدام الوحدة من قبل الحوسبيين في العصور الوسطى قبل إدخال الساعة الميكانيكية ونظام القاعدة 60 في أواخر القرن الثالث عشر. لن يتم استخدام الوحدة في الحياة اليومية. بالنسبة لعامة العصور الوسطى ، كانت العلامة الرئيسية لمرور الوقت هي الدعوة إلى الصلاة على فترات طوال اليوم.
أقرب مرجع تم العثور عليه لهذه اللحظة مأخوذ من كتابات القرن الثامن لبيدا ،  الذي يصف النظام على أنه ساعة شمسية واحدة = 4 نقاط = 5 نقاط قمرية  = 10 دقائق = 15 جزءًا = 40 لحظات. تمت الإشارة إلى بيدا بعد خمسة قرون من قبل كل من بارثولوميوس أنجليكوس في موسوعته المبكرة De Proprietatibus Rerum (حول خصائص الأشياء) ،  بالإضافة إلى روجر باكون ،  وفي ذلك الوقت تم تقسيم اللحظة إلى 12 أوقية من 47 لكل ذرة ، على الرغم من عدم إمكانية استخدام مثل هذه التقسيمات مع المعدات المستخدمة في ذلك الوقت.